# Johnny Valiant
John L. Sullivan, rodným jménem Thomas Sullivan (25. listopadu 1946 Pittsburgh – 4. dubna 2018), byl americký profesionální wrestler, známý pod přezdívkou Johnny Valiant.

## Kariéra
Zápasil ve World Wide Wrestling Federation (WWWF), která se během jeho působení v této organizaci změnila na World Wrestling Federation. Dvakrát získal titul World Tag Team Championship. Poprvé (držel ho více než rok) společně s Jimmym Valiantem nad Tonym Gareou a Deanem Ho, dne 8. května 1974. Podruhé se o titul ucházel 6. března 1979 společně s Jerrym Valiantem. I tento zápas dokončili úspěšně.
Po ukončení kariéry si zahrál v několika dílech seriálů Rodina Sopránů a Zákon a pořádek. Rovněž se věnoval stand-up comedy.

## Smrt
Dne 4. dubna 2018 byl sražen a zabil v Ross Township na severním předměstí Pittsburghu. Policie to považovala za nehodu. Byl převezen do místní nemocnice, kde byl prohlášen za mrtvého. Policie později sdělila, že při přecházení silnice nešel po přechodě pro chodce. Řidič vozidla na místě zůstal a s policií spolupracoval.

## Úspěchy a ocenění
- Big Time Wrestling
  - NWA World Tag Team Championship (1x)
- Championship Wrestling from Florida
  - NWA Florida Tag Team Championship (1x)
  - NWA United States Tag Team Championship (1x)
- Georgia Championship Wrestling
  - NWA Georgia Tag Team Championship (1x)
- Pro Wrestling Illustrated
  - PWI Tag Team of the Year award in 1974
- World Wide Wrestling Federation
  - WWF Hall of Fame (1996)
  - WWWF World Tag Team Championship (2x)
- World Wrestling Association
  - WWA World Heavyweight Championship (1x)
  - WWA World Tag Team Championship (4x)